# 신경내분비 종양
신경내분비 종양(Neuroendocrine tumor, NETs)은 신경계와 내분비계 조직이 뭉쳐 발병하는 종양이다.

## 역사
소장의 신경내분비 종양은 1907년 다른 종양과 처음으로 구별되었다.